# Emanuele Cocchella
Emanuele Cocchella (Livorno, 28 febbraio 1922 – Livorno, 5 gennaio 2013) è stato un politico e antifascista italiano.

## Biografia
Fu giovane antifascista livornese conosciuto col soprannome di "Manuel".
Cresciuto negli anni dell'Italia fascista, matura la sua idea politica anche grazie a due presenze importanti della propria famiglia: lo zio Giacinto, di estrazione cattolica, e il padre Luigi, avvocato livornese di estrazione laica e socialista; in particolare, quest'ultimo, nella propria casa, subì un duro assalto da parte di squadristi fascisti che lo manganellarono sulla testa, riducendolo in gravi condizioni.
Durante la guerra svolse servizio come allievo ufficiale in un aeroporto pugliese. Nel settembre del 1943 entrò nell'esercito badogliano e, insieme agli alleati, partecipò alla liberazione.
Dopo la fine della guerra, nel 1952 si laureò in lettere e filosofia presso l'Università degli Studi di Pisa.
Militante del Partito Socialista Italiano, fece parte della giunta comunale di Livorno per la prima volta nel 1960. Nel 1964 aderì al Partito Socialista Italiano di Unità Proletaria, nato da una scissione della corrente di sinistra del Psi, e fece parte della nuova giunta come assessore effettivo; durante queste due amministrazioni, ricoprì gli incarichi di assessore all'igiene, assessore ai tributi e al patrimonio e assessore alla cultura e alla pubblica amministrazione. Negli anni dal 1970 al 1975 fu vicesindaco nella giunta guidata da Dino Raugi.
Dal 1975 fu nel consiglio provinciale per le liste del Partito Comunista Italiano, partito cui si iscrisse dopo il Psiup. Nel primo quinquennio, presidente Fernando Barbiero, ricoprì il ruolo di vicepresidente con delega ad assessore alla pubblica istruzione; successivamente, dal 1980 al 1985, fu presidente della Provincia di Livorno.
Dopo la svolta della Bolognina, rimase tra i dirigenti livornesi del Partito Democratico della Sinistra prima e dei Democratici di Sinistra dopo, condividendone le vicissitudini fino all'adesione a Sinistra Ecologia Libertà. Insegnante di materie letterarie, preside di scuola media, sportivo e dirigente impegnato nel settore del tennis, al momento della scomparsa fu ricordato nelle cronache locali come «il professore gentiluomo».
Importante è stata anche la sua adesione all'Associazione Nazionale Partigiani d'Italia di cui ha ricoperto per lungo tempo il ruolo di presidente della sezione della provincia di Livorno.